# Gvozd
Gvozd es un municipio de Croacia situado en el condado de Sisak-Moslavina. Según el censo de 2021, tiene una población de 2077 habitantes.

## Geografía
Se encuentra a una altitud de 131 m s. n. m., a 95,4 km de la capital nacional, Zagreb.

## Demografía
En el censo de 2011 el total de la población del municipio fue de 3008 habitantes, distribuidos en las siguientes localidades:
- Blatuša - 171
- Bović - 93
- Brnjavac - 95
- Crevarska Strana - 166
- Čremušnica - 101
- Dugo Selo Lasinjsko - 47
- Golinja - 34
- Gornja Čemernica - 141
- Gornja Trstenica - 88
- Gvozd - 1 122
- Kirin - 52
- Kozarac - 122
- Ostrožin - 32
- Pješčanica - 161
- Podgorje - 149
- Slavsko Polje - 340
- Stipan - 52
- Šljivovac - 31
- Trepča - 5